# Atriplex joaquinana
Atriplex joaquinana är en amarantväxtart som beskrevs av Aven Nelson. Atriplex joaquinana ingår i släktet fetmållor, och familjen amarantväxter. Inga underarter finns listade i Catalogue of Life.